# ABC (logiciel)
Pour les articles homonymes, voir ABC.
ABC, abréviation de Yet Another BitTorrent Client, est un client BitTorrent libre basé sur BitTornado.
Il est écrit en Python en utilisant wxPython.